# Yusuf Wahba Pasha

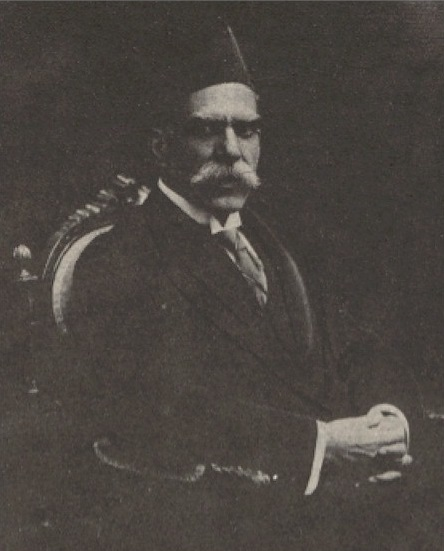
Yusuf Wahba Pasha, cirka 1914.

Yusuf Wahba Pasha, född 1865, död 1933, var Egyptens regeringschef, 19 november 1919–20 maj 1920.
Yusuf Wahba Pasha var från en framstående koptisk familj och utbildade sig till jurist. Han översatte Code Napoleon till arabiska och arbetade på justitiedepartementet. Yusuf Wahba blev utrikesminister och finansminister innan han 1919 blev premiärminister i det brittiskockuperade Egypten. Utsatt för två mordförsök under premiärministertiden. Senator 1924 i det formellt självständiga Egypten.